# Park Narodowy Batang Ai
Park Narodowy Batang Ai leży w okręgu Sri Aman w stanie Sarawak we wschodniej Malezji na wyspie Borneo. Znajduje się w rejonie Lubok Antu, w odległości ok. 250 kilometrów na wschód od miejscowości Kuching. Park zajmuje powierzchnię 240 km² – obejmuje rozległe tropikalne lasy deszczowe, gdzie w otoczeniu sztucznego jeziora o powierzchni 24 kilometrów kwadratowych żyją rzadkie i chronione gatunki zwierząt. Park został założony w 1991 roku i bardzo szybko zyskał popularność zarówno wśród ludności lokalnej, jak i wśród turystów, mimo braku zaplecza.